# أربو (بونتيفيدرا)
بلدية أربو (بالإسبانية: Arbo) هي بلدية تقع في مقاطعة بونتيفيدرا التابعة لمنطقة غاليسيا شمال غرب إسبانيا.

## الديموغرافيا
يبلغ عدد سكان بلدية أربو 3.741 نسمة عام 2011 (وفقاً للمعهد الوطني للإحصاء الإسباني).
| 5.019 | 4.459 | 4.173 | 3.973 | 3.887 | 3.833 | 3.741 |